# لويس بيدويا رييس
لويس بيدويا رييس (20 فبراير 1919 - 18 مارس 2021) سياسي ديمقراطي مسيحي من بيرو، وعضو حزب الشعب المسيحي الذي شغل منصب عمدة ليما من عام 1964 إلى عام 1969. كان أيضًا وزيرًا للعدل، وعضوًا في الكونجرس البيروفي، وترشح مرتين لرئاسة بيرو دون جدوى. كان مؤسس حزب الشعب المسيحي. كان والد خافيير بيدويا عضو الكونغرس السابق ونائبه، ولويس بيدويا دي فيفانكو رئيس بلدية ميرافلوريس السابق.

## السيرة الشخصية

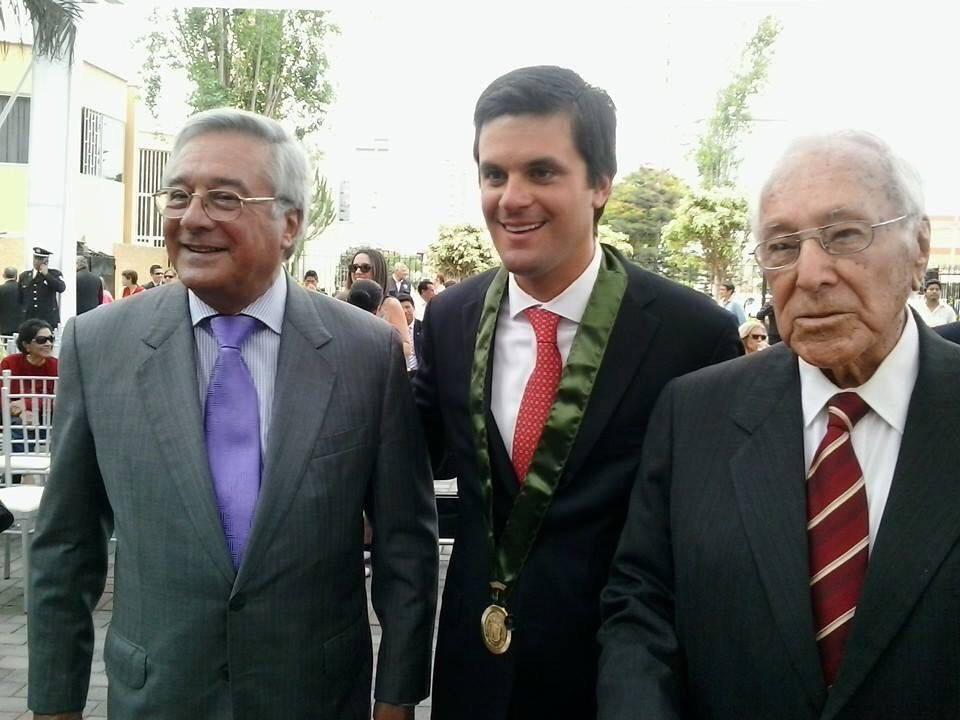
خافيير بيدويا دي فيفانكو، وخافيير بيدويا دينيجري، ولويس بيدويا رييس في فعاليات أداء اليمين كنائب لرئيس بلدية سان إيسيدرو

ولد في كالاو في 20 فبراير 1919، ابن خاسينتو بيدويا فالكوني ولوز رييس دي لا توري. التحق بالمدرسة الثانوية حيث تميز بحبه لكرة السلة.
التحق بكلية الآداب في جامعة سان ماركوس الوطنية بمؤهلات عالية، وبعد ذلك التحق بكلية الحقوق بالجامعة نفسها، حيث تخرج فيها عام 1942.
تزوج من لورا دي فيفانكو، وأنجب منها سبعة أطفال: لويس غييرمو وخافيير ألونسو ولورا وماريا ديل روزاريو وبيدرو أنطونيو وماريسول وروكسانا. كان ابنه خافيير بيدويا دي فيفانكو عضوًا في الكونغرس عن الجمهورية من عام 2006 إلى عام 2016، وكان حفيده خافيير بيدويا دينيغري نائبًا لعمدة سان إيسيدرو من 2015 إلى 2018.
تقاعد من السياسة منذ 1999، وعمل مستشارًا لشركة بيدويا للمحاماة). بلغ من العمر 100 عامًا في فبراير 2019، وتوفي في مارس 2021 عن عمر 102 عامًا.